# Bahnstrecke Floß–Flossenbürg
| |                      |                                  |                                  |
| Streckennummer (DB): | 5055                 |                                  |                                  |
| Kursbuchstrecke (DB): | 425d (1951)          |                                  |                                  |
| Kursbuchstrecke: | 425h (1946, 1944)    |                                  |                                  |
| Streckenlänge: | 5,72 km              |                                  |                                  |
| Spurweite: | 1435 mm (Normalspur) |                                  |                                  |
| Maximale Neigung: | 30 ‰                 |                                  |                                  |
| |                      |                                  |                                  |
| \| \| \| von Neustadt (Waldnaab) \| \| \| \| 0,00 \| Floß \| 499 m \| \| \| 0,70 \| nach Eslarn \| nach Eslarn \| \| \| \| Hardtbach \| \| \| \| 2,70 \| Plankenhammer (Hp und Lst) \| 502 m \| \| \| \| Ladestraße Plankenhammer \| \| \| \| 3,40 \| Burgerbach \| Burgerbach \| \| \| 3,80 \| Distriktsstraße Floß–Flossenbürg \| Distriktsstraße Floß–Flossenbürg \| \| \| 4,90 \| Altenhammer (Hp und Lst) \| 536 m \| \| \| \| Ladestraße Altenhammer \| \| \| \| \| Ladestraße Rückersmühle \| \| \| \| 5,60 \| Rückersmühle (Lst) \| 570 m \| \| \| 5,70 \| Mühlbächl \| Mühlbächl \| \| \| \| Distriktsstraße Floß–Flossenbürg \| \| \| \| 6,20 \| Flossenbürg \| 579 m \| \| \| \| \| \| \| Quellen: [1][2] \| \| \| \| |                      |                                  |                                  |
| Strecke (außer Betrieb) |                      | von Neustadt (Waldnaab)          | von Neustadt (Waldnaab)          |
| Bahnhof (Strecke außer Betrieb) | 0,00                 | Floß                             | 499 m                            |
| Abzweig geradeaus und nach rechts (Strecke außer Betrieb) | 0,70                 | nach Eslarn                      | nach Eslarn                      |
| Brücke über Wasserlauf (Strecke außer Betrieb) |                      | Hardtbach                        | Hardtbach                        |
| Haltepunkt / Haltestelle (Strecke außer Betrieb) | 2,70                 | Plankenhammer (Hp und Lst)       | 502 m                            |
| Abzweig geradeaus und nach links (Strecke außer Betrieb) |                      | Ladestraße Plankenhammer         | Ladestraße Plankenhammer         |
| Brücke über Wasserlauf (Strecke außer Betrieb) | 3,40                 | Burgerbach                       | Burgerbach                       |
| Bahnübergang (Strecke außer Betrieb) | 3,80                 | Distriktsstraße Floß–Flossenbürg | Distriktsstraße Floß–Flossenbürg |
| Haltepunkt / Haltestelle (Strecke außer Betrieb) | 4,90                 | Altenhammer (Hp und Lst)         | 536 m                            |
| Abzweig geradeaus und nach links (Strecke außer Betrieb) |                      | Ladestraße Altenhammer           | Ladestraße Altenhammer           |
| Abzweig geradeaus und von rechts (Strecke außer Betrieb) |                      | Ladestraße Rückersmühle          | Ladestraße Rückersmühle          |
| Blockstelle (Strecke außer Betrieb) | 5,60                 | Rückersmühle (Lst)               | 570 m                            |
| Brücke über Wasserlauf (Strecke außer Betrieb) | 5,70                 | Mühlbächl                        | Mühlbächl                        |
| Bahnübergang (Strecke außer Betrieb) |                      | Distriktsstraße Floß–Flossenbürg | Distriktsstraße Floß–Flossenbürg |
| Kopfbahnhof Streckenende (Strecke außer Betrieb) | 6,20                 | Flossenbürg                      | 579 m                            |
| |                      |                                  |                                  |
| Quellen: |                      |                                  |                                  |

Die Bahnstrecke Floß–Flossenbürg war eine Nebenbahn in Bayern. Sie zweigte in Floß aus der Bahnstrecke Neustadt (Waldnaab)–Eslarn ab und führte im Oberpfälzer Wald nach Flossenbürg.

## Geschichte
Die Strecke wurde am 1. Mai 1913 für den Güterverkehr in Betrieb genommen.
Nachdem 1973 der Verkehr eingestellt worden war, wurde die Strecke abgebaut.

## Verkehr

### Güterverkehr
Güterzüge befuhren von 1913 bis zur Einstellung des Gesamtverkehrs am 27. Mai 1972 die Strecke. Haupttransportgut war der in Flossenbürg gebrochene Granit.

### Häftlingstransporte
Die Strecke wurde für den Transport von Häftlingen des von 1938 bis 1945 bestehenden Konzentrationslagers Flossenbürg genutzt.

### Personenverkehr
Personenverkehr wurde erstmals im Jahr 1939 aufgenommen. Im Sommerfahrplan 1939 verkehrten zwei sonntägliches Personenzugpaar Weiden (Oberpfalz)–Flossenbürg. Während des Zweiten Weltkriegs verkehrten bis zum Fahrplanjahr 1943 sonntags zwei Zugpaare Weiden–Flossenbürg „auf besondere Anordnung“. 1944 und 1946 waren keine Personenzüge mehr im Kursbuch angegeben. 1948 verkehrte werktags ein Güterzug mit Personenbeförderung im Kursbuch. 1949 wurden fünf Zugpaare angeboten, davon einige von und bis Weiden. Mit Beginn des Fahrplanjahres 1953 am 17. Mai 1953 wurde der relativ starke sonntägliche Personenverkehr eingestellt, Ausnahmen bildeten bei günstigen Schneeverhältnissen Wintersport-Sonderzüge. Mit dem Fahrplanwechsel am 31. Mai 1959 wurde der Personenverkehr vollständig eingestellt.